# Вечност и један дан
Вечност и један дан (грч. Μια αιωνιότητα και μια μέρα, Mia aioniótita kai mia méra) је грчки драмски филм из 1998. године у режији Теа Ангелопулоса, у којем главне улоге тумаче Бруно Ганц, Исабеле Ренаулд и Фабрицио Бентивоглио.
Филм је освојио Златну палму и награду екуменског жирија на Филмском фестивалу у Кану 1998. Изабран је као грчки филм за најбољи филм на страном језику на 71. додели Оскара, али није прихваћен као номинован.

## Заплет
Александар ( Бруно Ганц ) је грчки песник коме је остало још само неколико дана живота. Суочен са својом смрћу, протагониста размишља и пролази кроз своје постојање са сигурношћу да је и био странац себи и сопственом животу. Кроз писма Ане ( Изабеле Рено ), његове покојне супруге, Александар открива колико га је волела, док је он био заузет књижевним занатом и унутрашњим изгнанством.
Неколико сати након смрти, Александар упознаје дечака Албанца ( Ахилеја Скевиса ) који је прешао границу да би преживео у Грчкој између узнемиравања полиције и мафије која злоставља његове родитеље. Мали нуди Александру прилику да се, први пут у животу, посвети другом и изрази своју наклоност.
Однос између њих двоје обележен је тескобом две добро дефинисане егзистенцијалне позиције: с једне стране, дете које се на крају не врати у своју земљу мораће да се суочи са својом будућношћу, тек почиње да живи и хоће. тражити своју судбину на броду који иде у Италију. С друге стране, песник, суочен са крајем свог бића, са носталгијом и љубављу разматра шта су му били дани на овом свету.

## Улоге
| Глумац                    | Улога              |
| ------------------------- | ------------------ |
| Бруно Ганц                | Александар         |
| Изабел Рено               | Ана                |
| Фабрицио Бентивоглио      | Песник             |
| Ахилеја Скевис            | Дете               |
| Александра Ладику         | Анина мајка        |
| Деспина Бебедели          | Александрова мајка |
| Хелене (Елени) Герасимиду | Ураниа             |
| Ирис Цхатзиантониоу       | Александрова ћерка |
| Никос Коурос              | Анин ујак          |
| Алекос Аудинотис          | Анин отац          |
| Никос Коловос             | Лекар              |

## Награде
| Награда                            | Категорија                | Примаоци                           | Резултат |
| ---------------------------------- | ------------------------- | ---------------------------------- | -------- |
| Филмски фестивал у Кану 1998       | Златна палма              | Теодорос Ангелопулос               | Победио  |
| Филмски фестивал у Кану 1998       | Награда Екуменског жирија | Теодорос Ангелопулос               | Победио  |
| Грчке државне филмске награде 1998 | Најбољи филм              | Теодорос Ангелопулос               | Победио  |
| Грчке државне филмске награде 1998 | најбоља споредна глумица  | Елени Герасимидоу                  | Победио  |
| Грчке државне филмске награде 1998 | Најбољи режисер           | Теодорос Ангелопулос               | Победио  |
| Грчке државне филмске награде 1998 | Најбољи сценарио          | Теодорос Ангелопулос               | Победио  |
| Грчке државне филмске награде 1998 | Бест Мусиц                | Елени Караиндроу                   | Победио  |
| Грчке државне филмске награде 1998 | Најбољи сет декорација    | Гиоргос Зиакас, Костас Димитриадис | Победио  |
| Грчке државне филмске награде 1998 | Најбољи дизајн костима    | Гиоргос Патсас                     | Победио  |